# Каваллермаджоре
Каваллермаджоре (итал. Cavallermaggiore) — коммуна в Италии, располагается в регионе Пьемонт, в провинции Кунео.
Население составляет 5296 человек (2008 г.), плотность населения составляет 104 чел./км². Занимает площадь 51 км². Почтовый индекс — 12030. Телефонный код — 0172.
Покровителем коммуны почитается святой Георгий, празднование 23 апреля.

## Демография
Динамика населения:

## Администрация коммуны
- Официальный сайт: http://www.comune.cavallermaggiore.cn.it/ Архивная копия от 11 апреля 2010 на Wayback Machine